# Xylaria mali
Xylaria mali är en svampart som beskrevs av Fromme 1928. Xylaria mali ingår i släktet Xylaria och familjen kolkärnsvampar.   Inga underarter finns listade i Catalogue of Life.